# 皮耶羅·曼佐尼
皮耶羅·曼佐尼·迪·希奧斯卡·埃·波焦洛（英語：Piero Manzoni di Chiosca e Poggiolo，1933年7月13日—1963年2月6日），又名皮耶羅·曼佐尼，是一位義大利的藝術家及、雕塑家兼視覺藝術家，貧窮藝術和觀念藝術的先驅。曼佐尼因對其諷刺的前衛藝術方法而聞名，他最備受關注的知名作品是《藝術家之糞》。

## 早年生活
1933年7月13日，曼佐尼出生於義大利松奇諾的克雷莫納省，在家中五兄弟姐妹裡排行老大。1956年8月，曼佐尼在松奇諾城堡首次展出作品。

## 逝世
1963年2月6日，曼佐尼突然在米蘭的在工作室裏去世。依據藝術家本·沃捷簽署並證實曼佐尼的死因是因為心肌梗塞而去世。

## 藝術作品

### 觀念藝術

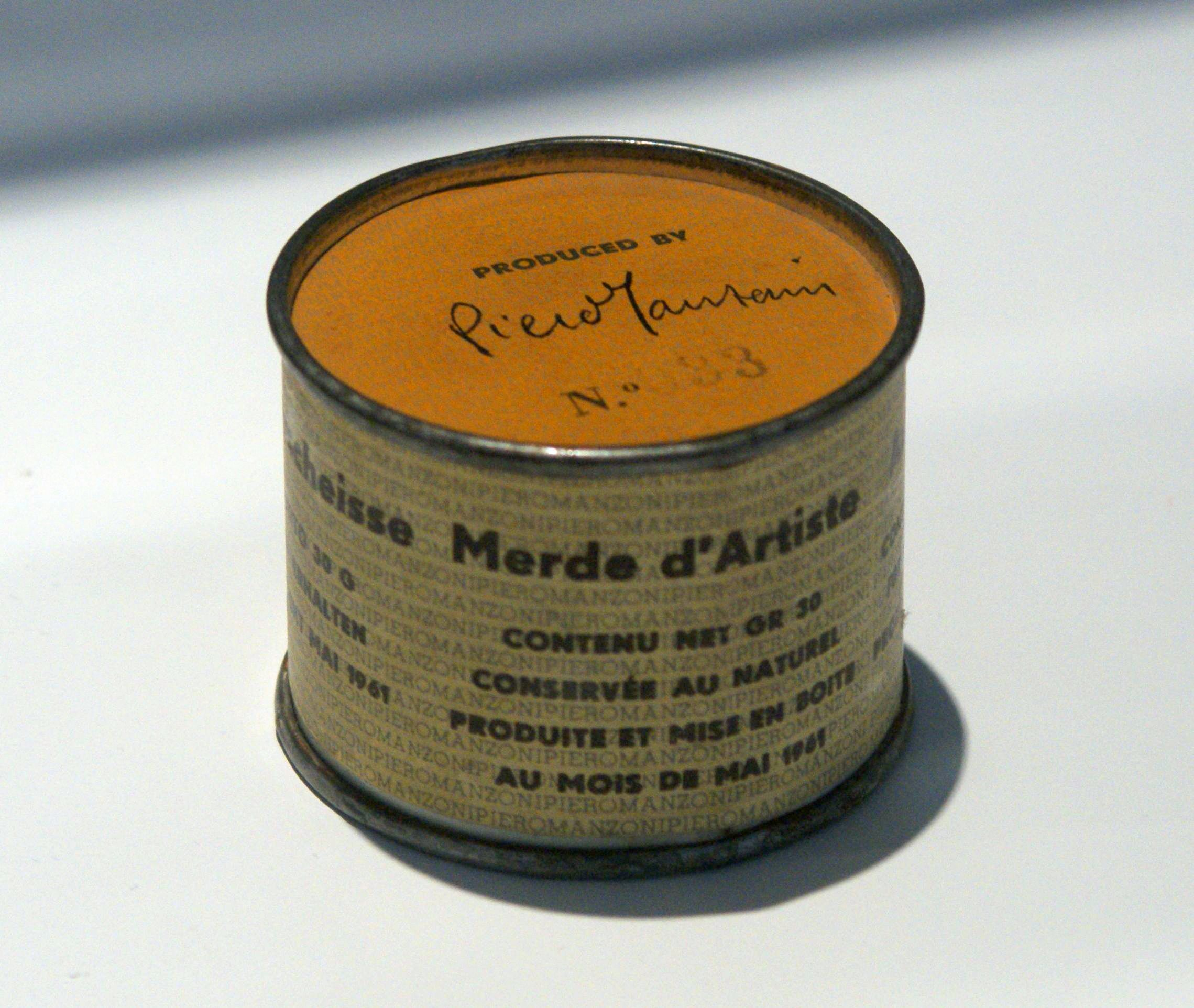
藝術家之糞

- 1957年，粉筆（Gesso），鉛合金。
- 1957年，皮耶羅·曼佐尼，船上的焦油，以自己的名字命名為其標題。
- 1957年，無標題（Untitled, ca），船上的焦油和蠟。
- 1958年到1959年，皺紋帆布（Tela Grinzata），鉻色的合金皺紋帆布。
- 1958年到1959年，阿克羅姆，約（Achrome , ca.），帆布和高嶺土。
- 1959年，帶一條線（With a line），明膠銀印花。
- 1959年，印記軟木塞（Impronta Sughero），絲絨紙上的軟木印。
- 1959年，異常長度的線（英语：Linee），一個硬紙筒、一卷畫有黑色線條的紙捲和一個簡單的印刷和親筆簽名的標籤組成。
- 1959年，Senza titolo inserto per «La lune en rodage»，

面板上的天鵝絨紙。
- 1959年，物質的引響（Effects of matter），單型。
- 1959年10月至1960年3月，aria空氣體（英语：Corpo d'aria），是一個盒子、一個三腳架底座、一個放氣的氣球和一個喉舌。製作了45份，每件3萬里拉。
- 1959年至1960年，空氣身體（Body of Air），是aria空氣體（英语：Corpo d'aria）的備份版本。
- 1960年，藝術家的呼吸（Artist's Breath），曼佐尼制作的能站立的氣球，有紅色和白色及藍色。
- 1960年，藝術家的氣息（Fiato d'artista），橡膠氣球、繩子、膠水、金屬標籤和木底座，將紅色氣球黏在木板上作為藝術家的呼吸的洩氣版本。
- 1960年，雞蛋（Ega），曼佐尼將自己指紋印在煮熟的雞蛋上，並裝在盒子裏，暗示要將自己出賣。
- 1961年，魔法底座（Magisk Sockkel），一種系列木質底座，可立起來。
- 1961年，世界基座（Base of the World，也譯為世界之聲），向伽利略致敬的大金屬底座倒置在丹麥海寧的一片田野裡。
- 1961年，藝術家之糞，曼佐尼製作了90個小罐子，將糞便放在90罐重30克、大小為4.8x6.5厘米的罐頭內，至今備受許多人關注的曼佐尼知名作品。
- 1962年，一些創作，一些實驗，一些項目（Alcune realizzazioni, alcuni esperimenti, alcuni progetti），照片。
- 1962年，包裹（Pacco），繪畫、油畫、混合媒體。
- 1962年，字母表（Alfabeto (nero), pl. 1 (from 8 Tavole di Accertamento) , ），紙板上的光刻，由上而下的字母為A、B、C、D、F、F、G。

### 抽象藝術
- 1957年，蛙池（Frog Pond)。
- 1959年，無標題（Untitled），天鵝絨紙。
- 1960年，指紋（Thumbprint），紙本水墨彩墊、圖紙和印刷品。
- 1961年，棉球61（Batuffoli di ovatta 61），棉花和羊毛倍集中在直的長方形的架框上。
- 1963年，阿鉻（薩西），畫布上的石頭和白色顏料。

### 裝置藝術
- 1961年，1000米長的線路（Line 1000 Meters Long），金屬鐵皮小桶。

### 畫作
- 1956年，無標題（Untitled），布面油畫。
- 1956年，無標題（Untitled），紙上的蛋彩畫和油。
- 1956年，無題（Senza Tleolo），布面油畫。
- 1956年，組合（Composizione），畫布上的油畫。
- 1956年到1957年，剪刀（Forbici），畫布上的油和焦油形成一個一個剪刀形狀，共有21個剪刀。後來曼佐尼在1957年做出了一個深色版本的。
- 1957年，屬（Genus），畫布上的油和焦油。
- 1957年，無題（Senza titolo），布面上的油和焦油。
- 1957年，無題（Senza titolo），紙上的搪瓷。
- 1957年，無標題（Senza titolo），利用帆布上的焦油、蛋彩畫和琺琅形成一個黑色骷髏形狀。
- 1958年，異色體（Achromes）。
- 1958年，無色-白（Achrome-Bianco）。
- 1958年，愛爾蘭（Irlanda），將黑色和紅色的平版印刷在堅固的編織整張紙上形成愛爾蘭的完整形狀和地區。
- 1959年，軟木棉花（Impronta sughero），軟木版畫。
- 1959年，軟木版畫（Impronta Sughero），棕色拼貼，來自於闖入中的月亮（ILa Lune en Rodage I）。
- 1959年，線（Linea），利用墨水畫一條橫線在紙上。
- 1960年，藝術家的指紋（The Artist’s Fingerprint），曼佐尼將自己的指紋印在平板上面。
- 1960年，Thumbprint（Thumbprint），曼佐尼將自己的指紋沾入墨水並印在紙上。
- 1960年，工作證明（Prova d'opera），

船上的混合媒體放在畫布上。
- 1960年，腳印（Impronta），曼佐尼將自己的指紋沾上墨水並印在紙上，並在指紋下面寫上IIEAO HAN20NI’60。
- 1960年，右拇指足跡（Impronta del pollice destro），平版畫。
- 1961年，Linea m 3,10（frammento），紙上的墨水。
- 1961年，勞赫畫像（Rauchbild），蠟燭煙燃燒時放在紙上形成一條橫線的煙。
- 1962年，包裹（Pacco），繪畫、油畫、混合媒體。
- 年份不祥，明天在海上（Domani al Mare），墨水在紙上。
- 年份不祥，用一條線（With a line），明膠銀版印刷。

### 无色画（Achrome）的藝術作品系列：抽象藝術
- 1957年，无色画（Achrome），畫布上的混合媒體和石膏。
- 1957年，无色画（Achrome），完全白色畫布、粗糙灰泥、液體膠水、高嶺土（白土在瓷器的生產使用）。
- 1958年，无色画（Achrome），畫布、黏土。
- 1958年，无色画（Achrome），皺紋帆布上的高嶺土。
- 1958年，无色画（Achrome），玻璃纖維強化塑膠。
- 1958年，无色画（Achrome），畫布上的高嶺土。
- 1958年，曼佐尼的Achrome繪畫（La pittura acromatica di Manzoni），明膠銀版畫，mntd。此作品共有兩件。
- 1958年到1959年，无色画（Achrome），也是利用畫布上的高嶺土。
- 1959年，无色画（Achrome），板子。
- 1959年，无色画（Achrome），擔架上的織物。
- 1959年，无色画（Achrome），畫布上的高嶺土。
- 1959年，无色画（Achrome），鏡框採用耐用塑膠製成。
- 1959年，无色画（Achrome），在亞麻布上縫製棉花。
- 1959年到1960年，无色画（Achrome），正方形縫製的帆布。
- 1960年，无色画（Achrome），地毯。
- 1960年，无色画（Achrome），手抄紙。
- 1960年，无色画（Achrome），棉紗方形。
- 1960年，无色画（Achrome），綿羊毛方塊。
- 1960年，无色画（Achrome），正方形的棉花。
- 1960年，无色画（Achrome），DM框、地磚。
- 1960年，无色画（Achrome），DM框、線形成35格格子。
- 1960年到1962年，无色画（Achrome），

尼龍面料，安裝在用白色天鵝絨布包裹的面板上，裝在一個內襯白色天鵝絨的木製物品盒中。
- 1961年，无色画（Achrome），毛絨。
- 1961年，无色画（Achrome），棉花。
- 1961年，无色画（Achrome），合成纖維。
- 1961年，无色画（Achrome），白色花椰菜，銀耳。
- 1961年，无色画（Achrome），白色羽毛。
- 1962年，无色画（Achrome），正方形聚苯乙烯。
- 1961年，无色画（Achrome），聚苯乙烯和磷光漆。
- 1961年，阿克羅姆-拉娜迪維特羅（Achrome-Lana di vetro）。
- 1962年，无色画（Achrome），材料未知。
- 1962年，无色画（Achrome），玻璃纖維。
- 1962年，无色画（Achrome），將6個麵包黏在高嶺土上面。
- 1962年，无色画（Achrome），將35個麵包黏在高嶺土上面。
- 1962年，无色画（Achrome），畫布上的石頭和高嶺土。
- 1962年，无色画（Achrome），畫布上的繪畫、鵝卵石和高嶺土。
- 1962年，无色画（Achrome）聚苯乙烯泡沫珠，帆布上有高嶺土。
- 1962年，无色画包裝紙，在畫布上的包裝紙包裝。曼佐尼也創作了利用鉛板，帆布上的蠟的版本。也製作了利用包裝紙、繩子、蠟和金屬板的版本，為長方形。也製作了用包裝紙、繩子、鉛板和帆布上的密封蠟包裝的版本，為正方形。
- 1962年，无色画（Achrome），棉花。
- 1962年，无色画（Achrome），鉛板，布面蠟。
- 1962年，无色画（Achrome），假皮草。
- 1962年，无色画（Achrome），畫布上的鵝卵石和高嶺土。
- 1962年到1963年，无色画（Achrome），聚苯乙烯和高嶺土畫布。

### 書籍
- 1962年，一些成果，一些實驗，一些項目（Alcune realizzazioni。 Alcuni esperimenti。 Alcuni progetti），一本只有三頁的書本，第一頁為成果，第二頁為實驗，第三頁為項目，
- 1963年，《皮耶羅·曼佐尼；生活與工作》（Piero Manzoni; The Life And Works），一本藝術家的書（英语：Artist's book），由100張透明塑膠組成，唯一有文字的是扉頁，其餘部分完全是空白的。

## 展出地點
- 現代藝術博物館，位於美國紐約。
- 國立現代藝術美術館，位於義大利羅馬。
- 當代藝術博物館多納雷吉納（英语：Museo d'Arte Contemporanea Donnaregina），位於義大利那不勒斯。
- 現代與當代藝術博物館（英语：museum of modern and contemporary art of trento and rovereto），位於義大利。
- 繆斯之殿，位於義大利波札諾。
- 都靈市立現當代藝術畫廊，位於義大利杜林。
- 芝加哥藝術博物館，位於美國伊利諾伊州芝加哥。

## 外部連結
- 藝術家介紹：曼佐尼 （页面存档备份，存于）